# Guaramiranga
Guaramiranga è un comune del Brasile nello Stato del Ceará, parte della mesoregione del Norte Cearense e della microregione di Baturité.

## Geografia fisica

### Clima
| Mese                | Mesi | Mesi | Mesi | Mesi | Mesi | Mesi | Mesi | Mesi | Mesi | Mesi | Mesi | Mesi | Stagioni | Stagioni | Stagioni | Stagioni | Anno  |
| Mese                | Gen  | Feb  | Mar  | Apr  | Mag  | Giu  | Lug  | Ago  | Set  | Ott  | Nov  | Dic  | Est      | Aut      | Inv      | Pri      | Anno  |
| ------------------- | ---- | ---- | ---- | ---- | ---- | ---- | ---- | ---- | ---- | ---- | ---- | ---- | -------- | -------- | -------- | -------- | ----- |
| T. max. media (°C)  | 26   | 25   | 24   | 24   | 23   | 23   | 23   | 25   | 26   | 27   | 26   | 26   | 25,7     | 23,7     | 23,7     | 26,3     | 24,8  |
| T. min. media (°C)  | 18   | 18   | 18   | 18   | 18   | 17   | 15   | 16   | 17   | 17   | 18   | 19   | 18,3     | 18       | 16       | 17,3     | 17,4  |
| Precipitazioni (mm) | 127  | 180  | 243  | 298  | 236  | 193  | 132  | 61   | 43   | 43   | 36   | 66   | 373      | 777      | 386      | 122      | 1 658 |